# 飯友症候群
飯友症候群（日语：／ Ranchimeito-shōkōgun */?），又稱午飯同伴症候群、午飯恐懼症。指的是對學校或者是職場裏沒有一起吃飯的夥伴（飯友）而感到恐懼之一種現象。在日本，由於此種現象，出現了「廁所飯」的傳聞。

## 簡介
「飯友症候群」的名稱是來自於日本精神病學醫生町泽静夫的衆多患者傾訴中，對飯友強烈要求的這種現象。這並不是醫學界所認可的正式名稱，但是在2001年4月的媒體報道後此稱呼的使用變得廣泛起來。
患者與町澤醫生的談話中的主要內容是：很害怕一個人吃飯，一個人吃飯的話就會因爲「自己是否還有作爲人類的價值」而不安。當事者經常出現的想法如下所示：「在學校或職場一個人吃飯的話，這個人一定是沒有朋友吧。沒有朋友是因爲沒有魅力。所以，如果一個人吃飯的話，會被周圍的人認爲自己是沒有魅力、沒有價值的人。」這種想法引發了恐懼和不安的症狀。甚至因爲害怕自己被拒絕（因爲會引起「自己沒有價值」的擔心）而無法邀請別人去一起吃飯。無法確保有飯友，卽午飯同伴的人，會爲了不讓自己一個人吃飯的樣子被同學或者同事看見，而在圖書館等地藏起來吃飯。其中有藏在廁所就餐的，不吃飯的，嚴重的甚至有辭去工作或者不去學校的狀況。
網路問卷調查顯示，有百分之十幾的人明確地排斥一個人吃飯，而且女性表現出更多的此種傾向。町澤在著作中指出，最近年輕男性也正在表現出這種傾向。日本的女性特別喜歡聚集在一起，很排斥一個人獨處。因爲煩惱自己在別人眼中到底是怎樣的，所以飯友症候群不僅是當事者自身的問題，與周圍的人際關係也是起因之一。
町澤醫生認爲飯友症候群的根源在於日本的村八分現象（爲了保衛集體，對不合群的他者進行排擠）所引起。進行傳播學研究的辻大介陳述道，這種害怕自己沒有朋友的樣子被別人知曉的情況在美國年輕人裏也很多見，這可能是發達國家的共同特徵。另外，辻氏還認爲，通常有這樣感覺的人對於捐款、志工等社會活動很積極，對別人也更加信賴，這種“症候群”只是對別人很敏感的一種表現，並不是和問題行爲有關聯的不正常傾向。
諸富祥彥在自著《習慣孤獨的課程》（孤独であるためのレッスン）中，把飯友症候群等害怕在集體中被孤立的心理命名爲「無法獨處症候群」（厭惡孤獨症候群），說明了「獨處的能力」，換言之「孤獨的勇氣」和「享受孤獨的能力]的重要性。此外，法政大學的教授尾木直樹敘述道，對於大學生害怕被孤立無法獨處的心理，是因爲在高中時缺乏與他人的交際以及生活體驗。

## 廁所飯
廁所飯，爲一個日本網路語言，指沒有飯友的人爲了不讓別人看到自己一個人吃飯的樣子，有意地選擇廁所的單間進行就餐；被認爲也是飯友症候群的一種。選擇廁所而不是別的的理由是，廁所能避開別人的眼光，且不會被任何人打擾，也沒有監視器，是能保護自己的令人心情愉快的場所。
這個詞語在2005年初到2006年的時候在網路上流傳很廣，特別是作爲指代寂寞的學生生活半開玩笑意味的俚語。之後漸漸地被媒體注意到，在2009年7月6日《朝日新聞》的晚報的社會現象一版被報導，第二天鬧鐘電視和特別情報組也介紹了這個詞語，在網路上「便所飯」的檢索關鍵詞點擊數急速上升，產生了很大反響。
另一方面，關於「廁所飯」自身是否存在還有疑問，不少人認爲它只是一種玩笑話般的存在可疑的都市傳說。比如作爲前文所述的朝日新聞報導的關聯新聞，很多大學的廁所裡都見到了「便所飯禁止」的貼紙，不過這被指出可能是年輕人之間流行的惡作劇，這很難作爲廁所飯實際存在的根據。同樣的紙片在網上流傳，實際上並不存在，只是惡作劇。
針對廁所飯存在的質疑，有識之士開始求證便所飯是否存在。例如J-CAST新聞介紹，飯友症候群命名者的町澤靜夫說，實際上與「廁所飯」相關的談話自己遇到過很多次。此外，產經新聞的記者進行調查後也作出報導，介紹了有過「廁所飯」體驗者的談話和外國目擊到的廁所飯的痕跡的傳聞，並認爲：對於廁所飯實在有置疑是因爲廁所飯本身是他人所無從知曉的行爲，並且又因爲是一種辛酸苦澀的經歷，所以通報自己姓名的人很少。「廁所飯」並不只是一小部分的現象，針對越來越廣泛的要稱呼它爲「社會現象」的問題，持「還不清楚」的立場的朝日新聞在這之後，報導了尾木直樹基於以400名大學生爲對象的問卷調查的結果，有2.3%的回答者回答有過廁所飯的經驗。但是，其他年齡段的人（大學生以外）沒有進行調查。
對於這一系列的報導，過去在朝日新聞和特別情報組等媒體介紹過「廁所飯」這詞語的辻大介在自己的部落格上，對於媒體滑稽可笑地報導這種現象表達了擔憂。

## 日本以外地區的狀況
辻大介指出，美國等其他發達國家也有很多有這種午飯同伴症候群的年輕人。
此外，隨着現代社會的發展，其他一些地區如中國的年輕人中也開始出現這種心理現象。

## 關聯條目
- 社交恐懼症
- 迴避性人格障礙
- 對人恐懼症